# هيو هارفي
هيو هارفي هو لاعب هوكي الجليد كندي، ولد في 25 يونيو 1949 في كينغستون في كندا.

## وصلات خارجية
- هيو هارفي على موقع دوري الهوكي الوطني (الإنجليزية)
- هيو هارفي على موقع قاعة مشاهير الهوكي (لاعب أن.إتش.أل) (الإنجليزية)
- هيو هارفي على موقع EliteProspects.com (الإنجليزية)
- هيو هارفي على موقع HockeyDB.com (الإنجليزية)
- هيو هارفي على موقع Hockey-Reference.com (الإنجليزية)